# Carl Ihmels
Carl Heinrich Ihmels (* 24. Oktober 1888 in Detern; † 10. April 1967 in Dresden) war ein deutscher evangelisch-lutherischer Pastor, Theologe und Missionswissenschaftler. Er war 37 Jahre Direktor des Leipziger Missionswerks.

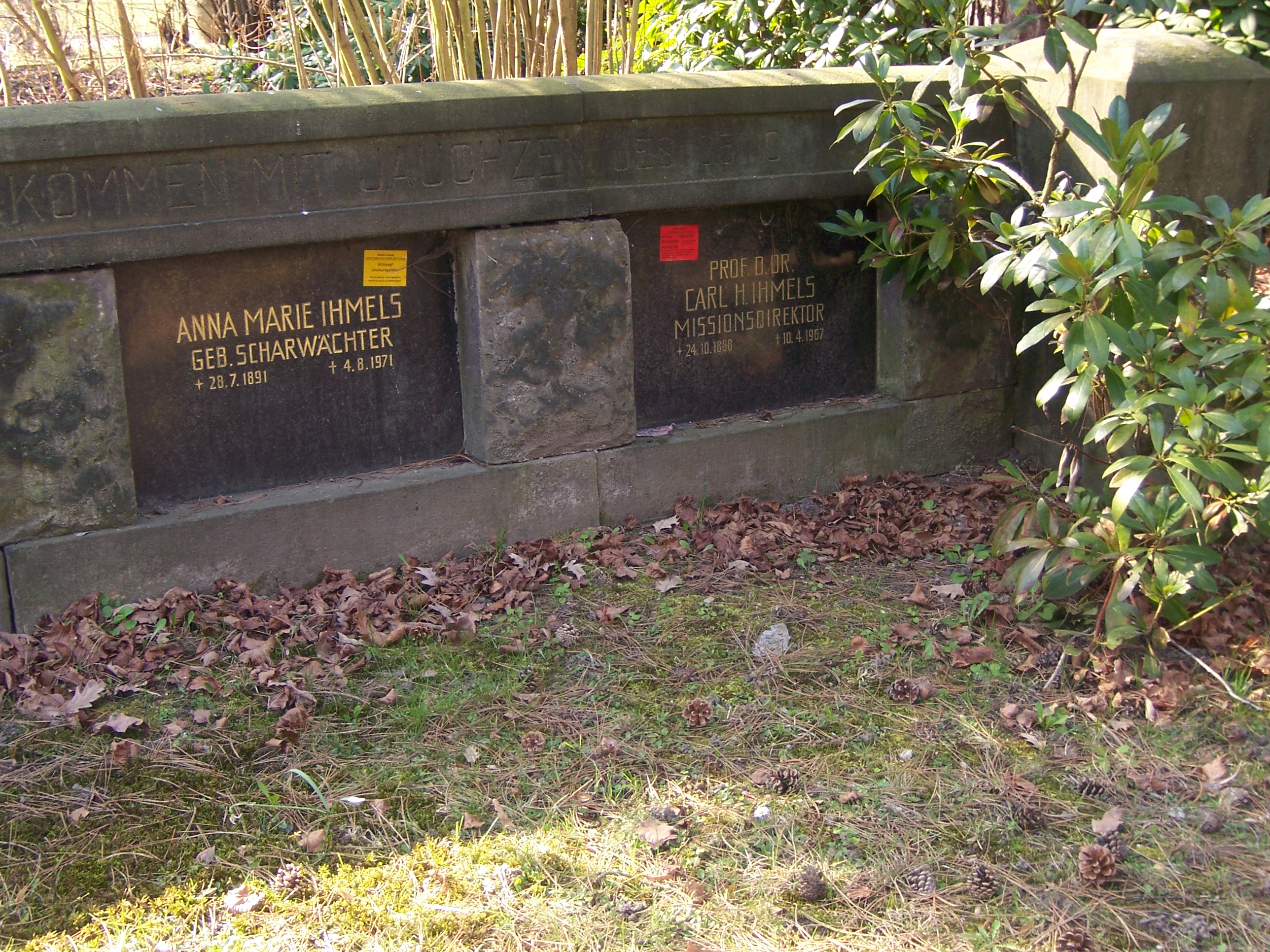
Grabstätte Carl Heinrich Ihmels auf dem Südfriedhof in Leipzig

## Leben
Carl Ihmels wurde 1888 als Sohn des späteren Landesbischofs Ludwig Ihmels geboren und wuchs in Loccum, Erlangen und Leipzig auf. Nach dem Abitur am König-Albert-Gymnasium 1907 studierte er Philosophie und Evangelische Theologie an den Universitäten in Leipzig, Erlangen und Göttingen. Seine Examina legte er 1911 und 1914 in Hannover ab. 1914 wurde er Pastor in Baltrum und Lehrer an einer Volksschule. Später arbeitete er in Westrhauderfehn. 1916 wurde er mit einer Dissertation über Die Entstehung der organischen Natur nach Schelling, Darwin und Wundt. Eine Untersuchung über den Entwicklungsgedanken in Erlangen zum Dr. phil. promoviert. Als Nachfolger von Carl Paul war er von 1923 bis 1960 Direktor des Leipziger Missionswerks, ab 1926 auch Leiter des Missionswissenschaftlichen Seminars in Leipzig, wo er 1932 eine Honorarprofessur erhielt. 1927 reiste er nach Indien. 
1930 wurde Carl Ihmels von der Theologischen Fakultät in Erlangen ein Ehrendoktortitel verliehen. Während des Zweiten Weltkriegs war er Mitglied der oppositionellen Bekennenden Kirche und versteckte die Bestände der Bibliothek des Institutum Judaicum Delitzschianum in der Mission. Er war seit 1919 mit Annamarie Scharwächter aus Leipzig verheiratet und hatte sechs Kinder, darunter Werner, Folkert und Elisabeth Ihmels.

## Schriften
- Die Entstehung der organischen Natur nach Schelling, Darwin und Wundt. Eine Untersuchung über den Entwicklungsgedanken. Deichert, Leipzig 1916.
- Um unsere Aufgabe in Indien. Gedanken zum Wiederbeginn deutscher Missionsarbeit in Tamulenlande, Leipzig 1927.
- Vom Weltkrieg bis zur Gegenwart, Leipzig 1936.
- Eine Tamulenkirche entsteht, Leipzig 1936.
- In der ostafrikanischen Steppe, Leipzig 1936.
- Als die Diener Gottes, Dresden 1938.